# Henry Bucknall
Henry Cresswell Bucknall (født 4. juli 1885, død 1. januar 1962) var en britisk roer, som deltog i OL 1908 i London.
Bucknall roede for Eton College, inden han begyndte at læse på Oxford University og roede for Merton College her. Han var stroke i otteren, der i 1905 og 1906 roede Oxford vs. Cambridge Boat Race, men i 1907, hvor han var blevet præsident for universitetets roklub, valgte han at sidde som nummer to. Da han sammen med andre Oxford- og Cambridge-roere stillede op for Leander Club til OL 1908, var han igen stroke.
Leander Club-bådens besætning bestod derudover af Frederick Kelly, Albert Gladstone, Guy Nickalls, Banner Johnstone, Charles Burnell, Ronald Sanderson, Raymond Etherington-Smith og Gilchrist MacLagan (styrmand) samt fem reserver, der ikke kom i kamp. Syv både var tilmeldt, men italienerne stillede ikke op. To af bådene, den belgiske fra Royal Club Nautique de Gand og en ren Cambridge-båd fra Storbritannien, var seedet og gik direkte i semifinalen, mens Leander Club-båden og en canadisk båd, Toronto Argonauts, sikrede sig pladser i semifinalen med sejr i to indledende heats. I semifinalen vandt Leander over Toronto, mens Gand besejrede Cambridge, og de to vindere mødte derpå hinanden i finalen. Her lagde Leander sig i spidsen, men efter 2/3 af distancen bragte Gand sig på linje med Leander. Anstrengelserne med at indhente konkurrenten havde dog kostet så mange kræfter, at belgierne måtte slippe igen, så Leander Club kunne sikre sig guldet med to længders forspring.
Senere i livet, da han havde taget sin eksamen, kom Bucknall til at arbejde for et skibsværft i Newcastle upon Tyne.